# Храповик Мюллера

Герман Джозеф Мюллер

Храповик Мюллера (по імені американського генетика Германа Мюллера і механічного пристрою — храповика) — в еволюційній генетиці процес незворотного накопичення в генофонді популяцій, нездатних до статевою процесу, шкідливих мутацій, що призводять до зниження рівня адаптації і вимирання виду.
Мюллер запропонував цей механізм як одну з теорій, що пояснюють шлях еволюції розмноження від безстатевих форм до статевих. Незважаючи на те, що цей механізм був покликаний пояснити переваги статевого розмноження перед безстатевим, він не може бути поширений на організми, які хоч і розмножуються безстатевим способом, але в той же час мають інші форми рекомбінації генетичного матеріалу. В той же час цей процес спостерігається і на ділянках геномів статевих організмів (наприклад, в Y-хромосомі ссавців), які не беруть участь в рекомбінації.

## Пояснення

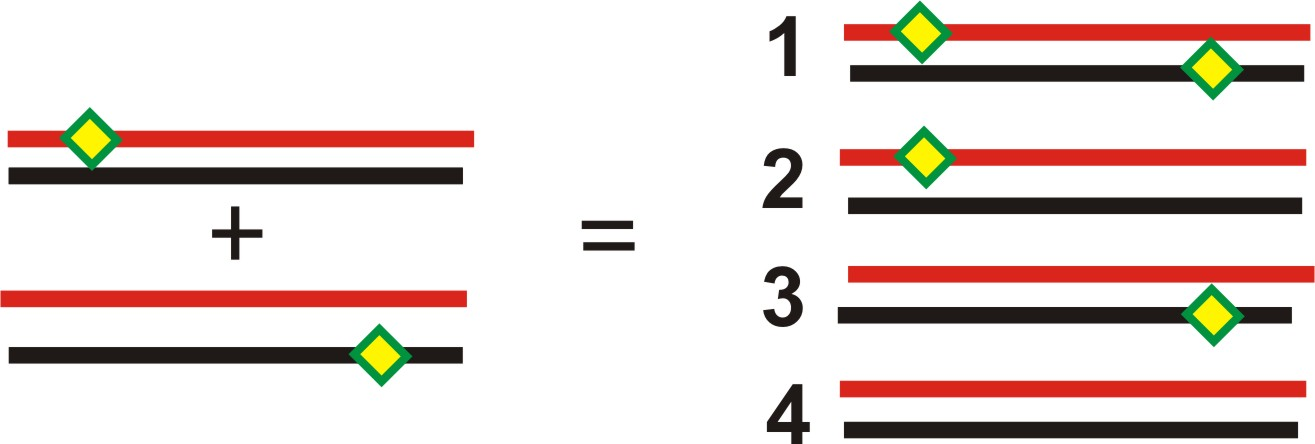
Ілюстрація зникнення мутацій (4-й варіант) при статевому розмноженні

При безстатевому розмноженні геном організму передається у спадок як неподільний блок. При появі в геномі якоїсь мутації можна очікувати, що вона проявиться в і майбутніх поколіннях, так як процес зворотної мутації малоймовірний. У разі статевого розмноження (при генетичній рекомбінації) геном потомства буде відрізнятися від батьківського. Зокрема, геном з меншим числом мутацій може бути отриманий з батьківських геномів з великим числом мутацій.
З часом в генотипі безстатевих організмів шкідливі мутації можуть накопичуватися. При випадковій елімінації особин, що містять мінімальну в популяції кількість шкідливих мутацій, загальновидовий генотип погіршується. Таким чином, механізм дії храповика Меллера протилежний механізму природного відбору, при якому в генотипі закріплюються тільки позитивні мутації, і визначається генетичним дрейфом мутацій. Генофонд безстатевих популяцій може позбутися шкідливих мутацій тільки шляхом загибелі особин, що несуть ці мутації.
Серед найпростіших і прокаріотів існує безліч нібито безстатевих організмів. Проте в даний час показано, що за рахунок різних механізмів у більшості з них може відбуватися обмін генетичною інформацією.

## Походження терміна
Сам термін «Храповик Мюллера» ввів в 1974 році Джо Фельзенштейн (англ. Joseph Felsenstein), а стаття, що описує даний механізм, написана Мюллером в 1932 році.